# 金砂湖県立自然公園
金砂湖県立自然公園（きんしゃこけんりつしぜんこうえん）は、愛媛県指定の自然公園。所在地は四国中央市で1961年（昭和36年）3月22日に指定された。面積は980ha。

## 概要

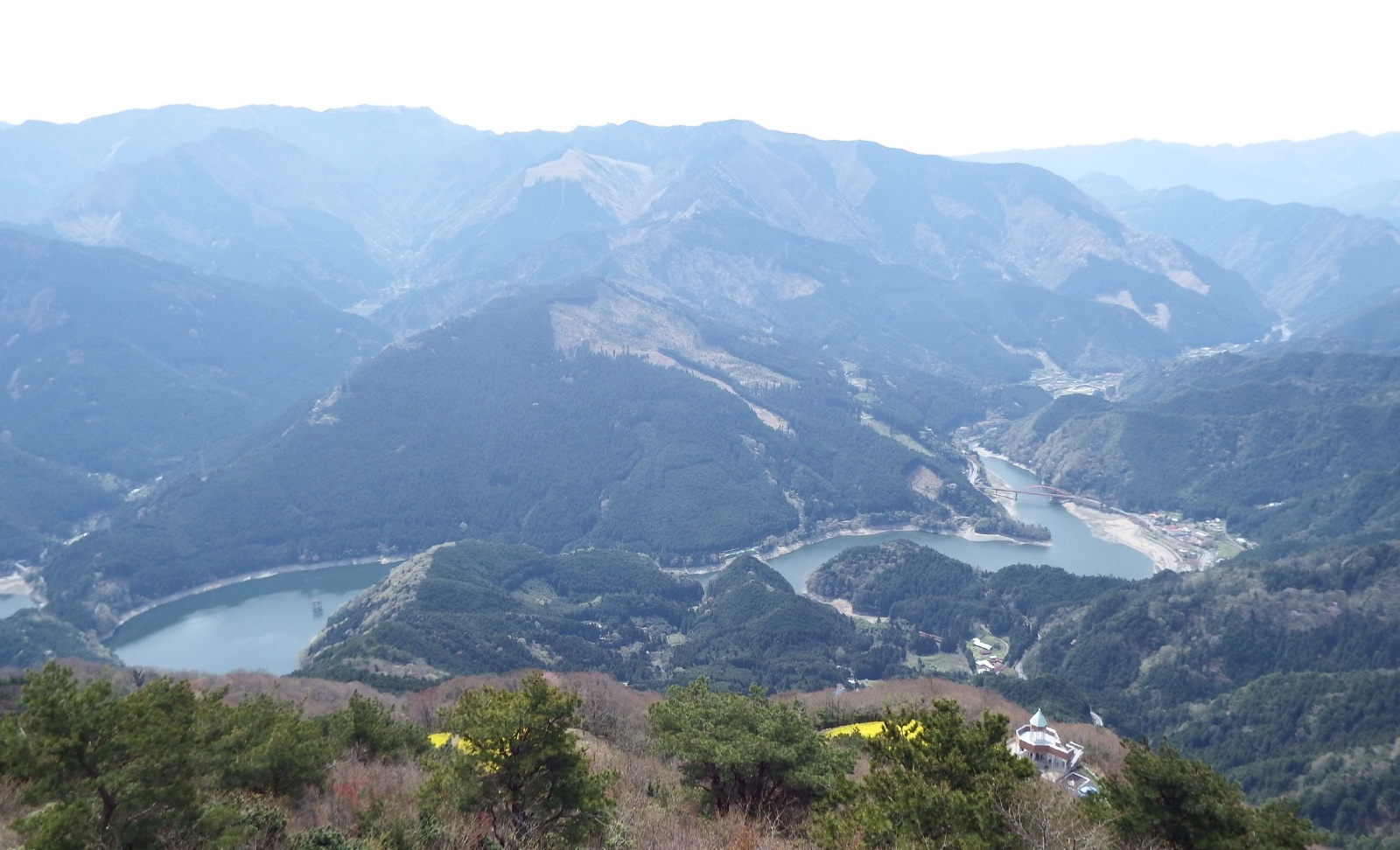
翠波峰展望台より金砂湖を見下ろす

四国中央市の中央にある法皇山脈と、南の県境の山脈にはさまれた銅山川流域の金砂湖と富郷渓谷を中心とする地域で、東西約12kmにおよんでいる。
県立自然公園の指定は1961年で、それより前の1954年（昭和29年）に金砂湖と富郷渓谷は県の名勝に指定されていた。県立自然公園指定後の1964年（昭和39年）に公園全域が三島嶺南鳥獣保護区に指定された。
この公園の自然公園としての価値は、柳瀬ダム建設にともなう人造湖の自然景観と、法皇山脈の中央部の翠波峰（892m）から展望した瀬戸内海と金砂湖の雄大な自然景観、富郷渓谷の蛇紋岩や緑色片岩などの奇岩絶壁の変化に富んだ多くの絶景にある。